# 을축년 대홍수
을축년 대홍수(乙丑年大洪水)는 1925년 일제강점기 7월 7일부터 9월까지 네 차례에 걸쳐 조선을 덮친 홍수를 말한다. 홍수의 피해 규모 및 영향 범위가 상당하여 '20세기 한반도 최악의 홍수'라는 별명이 붙기도 했다. 1925년 7월 6일부터 15일간 장마를 통해 황해도 이남 한반도에 내린 비가 엄청 났고, 이로 인해 약 두 달 동안 한강, 섬진강, 영산강, 낙동강, 만경강 등 한반도 주요 강이 모두 범람하여 막심한 피해를 입혔다.
조선총독부의 공식 집계에 따르면 4차례에 걸친 홍수로 전국 사망자가 647명, 가옥유실 6,363호, 가옥붕괴 17,045호, 가옥침수 46,813호의 피해가 났으며, 피해액은 1925년 기준 1억여원으로 조선총독부 1년 예산의 58%에 달했다. 또한 잠실을 비롯한 한강의 유로가 변경되기도 하였고, 홍수 이후 풍납토성과 암사동 선사주거지 등 서울 동부 일대의 문화재가 드러나기도 했다. 조선총독부는 대홍수 이후 재해 기금을 제도화하는 한편 한강을 비롯한 주요 강에 제방을 쌓아 재해에 대비했다. 

## 홍수 발생
1925년 7월 7일 대만 부근에서 태풍(2559)이 생성되어 11일과 12일에 한국 중부를 지나갔다. 이로 인해 한강과 금강, 낙동강, 만경강 등의 한반도 중·남부 지역의 강들이 범람하였다. 황해도 이남 지역에 300~500mm의 호우가 내려 한강은 구룡산에서 10.57m의 수위를 나타내었고, 한강, 금강, 만경강, 낙동강 등이 범람하였다.
1차 홍수의 물이 채 빠져나가기도 전인 7월 14일, 대만 부근에 다시 태풍(2560)이 생성되어 중부 지방을 지나갔는데 7월 15일부터 7월 18일까지 4일 동안 650mm 이상의 높은 강우량을 보였다. 연이은 홍수로 인해 한강의 수위는 최대를 기록했고, 제방이 무너지고 범람하여 용산 일대가 물에 잠겼으며 숭례문 앞까지 물이 차올랐다. 서울 시내의 교통과 통신 또한 마비되었다. 
| 날짜 | 시간      | 최고수위 (구 용산 기준) | 홍수 상황                                                                                |
| ---- | --------- | ----------------------- | ---------------------------------------------------------------------------------------- |
| 17일 | 15시      | 10.55 m                 | 뚝섬 장안평 방수제방 침수                                                                |
| 17일 | 18시      | 11.00 m                 | 구용산 발전소 보일러 1분구 침수로 발전 중지. 금강산 송전만으로 유지                      |
| 17일 | 19시 30분 | 11.40 m                 | - 신용산 제방 경정 부근에서 물이 넘어옴 - 구(舊)경의선 철교 제방 붕괴 - 신용산 범람 시작 |
| 17일 | 21시 15분 | 11.50 m                 | 뚝섬수원지 제방 붕괴                                                                     |
| 17일 | 22시 30분 | 11.65 m                 | 양동수리조합 제방 붕괴                                                                   |
| 17일 | 23시      | 11.65 m                 | 영등포 방수제방 붕괴                                                                     |
| 18일 | 00시      | 11.65 m                 | - 노량진 수도 바깥 제방 범람 - 가스 제조소 침수로 공급 중지                              |
| 18일 | 00시 40분 | 11.55 m                 | 송전선 고장으로 금강산 전기 송전 중단 및 전등 꺼짐                                       |
| 18일 | 02시 30분 | 11.70 m                 | 용산전화국 침수 및 용산 방면 전화 불통                                                   |
| 18일 | 03시 30분 | 12.00 m                 | 양천수리조합 제방 붕괴                                                                   |
| 18일 | 04시      | 12.05 m                 | 구용산 제방 붕괴                                                                         |
| 18일 | 04시 22분 | 12.10 m                 | 노량진 수원지 제방 정상 1척 남기고 붕괴                                                  |
| 18일 | 05시      | 12.20 m                 | - 인도교와 철도교 중간의 둑 파괴 - 부평 수리조합 제방 붕괴                               |
| 18일 | 18시      | 12.20 m                 | 김포농장 제방 범람                                                                       |

당시 익사자만 400여 명에 1만 2천여 호의 가옥이 유실되었다. 전곶교도 이때 파괴되었다고 한다. 하지만 이 홍수로 여러 가지 유적들이 발견되기도 하였는데 백제의 풍납토성과 암사동 선사주거지가 이때 발견되었다. 18일 한강은 뚝섬에서 13.59m, 한강대교에서 11.66m 그리고 구룡산에서 12.47m의 수위를 나타냈다. 당시 용산의 철도청 관사는 1층 천장까지 물이 찼고, 용산역의 열차도 물에 잠겼다. 또한 당시 송파강이라 불리던 송파 일대 한강 유역이 변경되어 뚝섬에서 시작하는 샛강이 생겨 이를 '새로운 내'를 뜻하는 신천(新川)이라고 부르게 되었고, 이로 인해 송파강과 신천 사이의 잠실 일대는 잠실도와 부리도라는 섬이 되었다. 당시 지금은 자취를 감춘 피수대(避水臺)의 느티나무 윗가지까지 물이 찼다. 가장 피해가 심했던 곳은 제방이 설치되지 않았던 동부이촌동 · 뚝섬 · 송파 · 잠실리 · 신천리 · 풍납리 등이었다. 
낙동강의 피해도 막심했다. 대저도는 전멸하다시피 했고, 200구의 시체가 섬 아래에서 발견되었다. 12일에 밀양과 김제에서 제방이 무너져 2,000명이 행방불명되었고, 15일에는 창원에서 제방이 무너져 6,000명이 고립 또는 실종되었다.

## 영향
1925년 7월 대홍수로 풍납토성과 서울 암사동 유적이 드러나는 한편, 1883년 5월에 송파장터 입구에 건립되었던 이건창 영세불망비가 이 홍수로 유실되고 살곶이다리는 완전히 파괴되었다.
1926년 7월 15일 경기도 광주군 중대면사무소에 높이 약 1.7m 정도의 '을축년 대홍수 기념비'를 세웠으며, 이후 행정구역 편입 등으로 2차례 정도 이전되다 2009년 석촌역 근처 송파근린공원으로 이전되었다. 대홍수로 유실되었던 이건창 영세불망비가 1979년 향도 사학자에 의해 발견되었는데, 대홍수 기념비 이전 당시 함께 송파근린공원으로 이전되었다.

## 같이 보기
- 1990년 한강 대홍수

## 참고 문헌
- 건설교통부 (2005년 5월). 한국의 홍수통제 30년사 (보고서). 2020년 10월 8일에 확인함.
- 국토교통부 (2014년 12월). 한국의 홍수통제 40년사 (PDF) (보고서). 2020년 10월 8일에 확인함.